# Ivy Queen
Ivy Queen, właśc. Martha Ivelisse Pesante, znana też jako La Diva, La Potra, La Caballota, La Reina del Reggaeton (ur. 4 marca 1972 w Añasco, Portoryko) – nominowana do Latin Grammy i Billboard Latin kompozytorka i piosenkarka.

## Początki
Gdy była młoda, jej rodzice przeprowadzili się do Nowego Jorku - tam Ivy się wychowała. W wieku 18 lat przeprowadziła się do San Juan, gdzie poznała rapera i producenta – DJ-a Negro. Ten przedstawił ją grupie The Noise, z którą napisała i wykonała swoją pierwszą piosenkę: Somos Rapperos Pero No Delincuentes (Jesteśmy raperami, ale nie przestępcami).

## Kariera piosenkarki
W 1997 Ivy nagrała solówkę En Mi Imperio (W Moim Królestwie) w labelu Sony International Records, która sprzedała się w nakładzie ponad 100 000 kopii. W tym samym roku wybrała się do Panamy, gdzie uczestniczyła jako Królowa Reggaetonu w The Battle of Rap. Brała też udział w The First National Festival of Rap and Reggae (Pierwszy Narodowy Festiwal Rapu i Reggae) w Dominikanie. Tam Ivy została uznana Rapową Śpiewaczką Roku. Także w 1997 otrzymała nagrodę Artista '97 w kategorii Ulubiona Rapowa Śpiewaczka Słuchaczy.
W 1998 Ivy nagrała swój drugi album dla labelu Sony, zatytułowany Original Rude Girl, na którym znalazły się piosenki: Interlude in the Zone, Que Sabes Tu (Co wiesz?) i The King and the Queen (Król i Królowa). Album sprzedał się lepiej niż debiut i został dobrze przyjęty przez słuchaczy i krytyków.
Trzeci album Diva ukazał się w 2003. Piosenki zostały napisane i wykonane przez Ivy z pomocą różnych innych artystów. Diva była takim sukcesem, że w roku 2004 pojawiła się reedycja – Diva (Platinum Edition). Album został w tej edycji poszerzony o kilka remiksów najbardziej popularnych piosenek z albumu Diva.
Szybko pojawił się czwarty album Real (także w 2004). Na płycie pojawili się gościnnie Hector El Father, Mikey Perfecto, Fat Joe i La India. 
Piąty album Ivy (wydany w 2005), zatytułowany Flashback, był kompilacją jej najlepszych utworów, pojawiły się na nim również 4 wcześniej niepublikowane piosenki. 
W marcu 2007 opublikowano album Sentimiento. Płyta zadebiutowała na czwartym miejscu listy Latin charts, co było najwyższym debiutem na tejże liście. Pierwszy singiel Que Lloren stał się hitem z Top 10.

## Dyskografia
- En Mi Imperio (1997)
- The Original Rude Girl (1998)
- Diva Platinum Edition (2004)
- Real (2004)
- Flashback (2005)
- The Best of Ivy Queen (2005)
- Sentimiento (2007)
- Sentimiento Platinum Edition (2007)
- Drama Queen (2010)
- Musa (2012)
- Vendetta: The Project (2015)